# Interacionismo (filosofia da mente)
O interacionismo é uma teoria em filosofia da mente que afirma a distinção e independência entre a matéria e a mente, podendo as duas exercer efeitos causais entre si. Como tal, é um tipo de dualismo. Pode ser distinguida de outras teorias dualistas como o epifenomenalismo (que admite causalidade, mas apenas unidireccional), a harmonia preestabelecida e o ocasionalismo (em que ambos negam a causalidade).